# Acht (televisiezender)
Acht was een Belgische commerciële televisiezender die op 18 mei 2009 startte. Ze was gratis te ontvangen via alle Vlaamse digitale televisiedistributeurs. Aanvankelijk was de zender eigendom van Bites Europe, een joint venture tussen mediagroep Concentra en Avalon NV. Op 1 juli 2016 werd hij eigendom van Medialaan.
Acht was gericht op jongeren en hoogopgeleiden. Het zendschema steunde daartoe op vier inhoudelijke pijlers: fictie, comedy, muziek en documentaires, met voornamelijk uitzendingen van buitenlandse programma's, onder meer afkomstig van HBO, BBC, VPRO, BNN, Sundance Channel en Vice.
Op 1 oktober 2016 werd Acht vervangen door CAZ. De nieuwe zender brengt onder meer elke dag een film en veel Amerikaanse series, en richt zich vooral op mannen.

## Programma's

### Fictie
- Band of Brothers
- The Borgias
- Dexter
- Doctor Who
- Entourage
- Girls
- Mad Men
- Six Feet Under
- The Sopranos
- True Blood
- Nurse Jackie
- Californication
- Peaky Blinders
- Ultraman 80

### Comedy
- Archer
- Adult Swim
- Corner Gas
- Curb Your Enthusiasm
- Flight Of The Conchords
- The Graham Norton Show
- Little Britain
- The Mighty Boosh
- Reno 911
- Saxondale
- Alan Carr: Chatty Man
- Live At The Apollo
- Just for Laughs

### Muziek
- Ancienne Belgique Live
- The Captain's Lounge
- Classic Albums
- Festival Express
- Humo’s Rock Rally Rapport
- iTunes Festival
- Live at AB
- London Live
- Metal Evolution

### Documentaire
- John Bishop's Australia
- Days That Shook The World
- DOX
- Hairy Bikers
- Heston's Fantastical Food
- MetropolisTV
- Hobo

## Eigen producties
Acht produceerde enkele eigen programma's, zoals de minisitcom SUPER8 en de komische horrorreeks MONSTER! (beide geregisseerd door Acht-huisregisseur Jonas Govaerts), evenals de muziekprogramma's Humo's Rock Rally Rapport, The Captain's Lounge, Antenne Belgique en Festival Express, en de documentaires Jean wordt Vlaming en Jean redt Europa (met Jean-Baptiste Dumont).

## Lacht
Van de zomer van 2013 tot 15 september 2016 exploiteerde Acht de zusterzender Lacht, een betaalkanaal dat comedyreeksen en stand-upcomedy uitzond. Lacht was te ontvangen via de betaalpakketten van Telenet en Proximus.

## Tijdlijn
Geschiedenis van de Vlaamse televisie